# Passione di amazzoni
Passione di amazzoni è una commedia statunitense del 1940 diretto da Henry King con Henry Fonda, Dorothy Lamour e Linda Darnell.

## Trama
Il film narra la storia di un giovanotto di campagna, Chad Hanna, nell'America rurale del 1840, che trova lavoro in un circo ambulante dopo essersi innamorato di una cavallerizza, Albany Yates che tuttavia lo respinge. In seguito il giovane si innamora di un'altra vagabonda proveniente dalla campagna proprio come lui, di nome Caroline.
Durante la sua permanenza nel circo Chad, nonostante sia da tutti considerato un poco ritardato, riesce a risollevare le sorti finanziarie del circo, e ad addestrare un elefante sino ad allora rivelatosi recalcitrante ad ogni insegnamento.